# Uruguay i olympiska sommarspelen 1952
Uruguay deltog med 32 deltagare vid de olympiska sommarspelen 1952 i Helsingfors. Totalt vann de två bronsmedaljer.

## Medaljer

### Brons
- Martín Acosta y Lara, Enrique Baliño, Victorio Cieslinskas, Héctor Costa, Nelson Demarco, Héctor García Otero, Tabaré Larre Borges, Adesio Lombardo, Roberto Lovera, Sergio Matto, Wilfredo Peláez och Carlos Roselló - Basket.
- Miguel Seijas och Juan Rodríguez - Rodd, dubbelsculler.